# Ingrid Haller
Ingrid Haller r. Jambriško, hrvatska sopranistica 

## Životopis
Rođena je u Rijeci gdje živi i umjetnički djeluje. Glazbom se bavi od svoje 9 godine kada započinje sviranje glasovira. Svoje glazbeno školovanje nastavlja na srednjoj glazbenoj školi «Ivan Matetić Ronjgov» u Rijeci (teoretski smjer) nakon čega diplomira s odličnim uspjehom na VIII. Odjelu tada Pedagoškog (danas Filozofskog) fakulteta u Puli kao profesor glazbene kulture.
Istovremeno pohađa srednju školu solo pjevanja kod prof. Margarete Togunjac u Rijeci koju završava s odličnim uspjehom i cjelovečernjim koncertom. Već tada sudjeluje u formiranju ansambla «Trio da Chiesa», gdje uz flautu i orgulje izvodi vrlo zahtjevan barokni repertoar (Bach, Handel). Diplomira solo-pjevanje 2000. na Muzičkoj akademiji u Zagrebu kod prof. Zdenke Žabčić-Hesky. Dobiva i značajne nagrade kao što je 1. nagrada na državnom natjecanju u Sisku (1997.), Dekanova nagrada za nastupe na studentskim produkcijama te naposljetku nagradu «Marija Borčić» za najboljeg diplomanta. O njoj je snimljena i TV emisija «Prvi se pamte».
Usvršava se na majstorskim tečajevima Lieda i koncertni repertoar na Wiener Musikseminar kod prof. Eve Blachove. Upoznavanje operne literature nastavlja kod prof. Glorie Paulizze u Trstu. Također je pohađala majstorsku školu barokne glazbe u Varaždinu («Aestas musica») surađujući s vrsnim dirigentima i profesorima s londonske Kraljevske akademije, poznavateljima barokne vokalne interpretacije.
Nakon studija Ingrid Haller nastavlja svoj tada već stalan solistički angažman u riječkoj operi u HNK Ivana pl. Zajca gdje niže sve veće i značajnije operne uloge kao npr. Oscar (Krabuljni ples), Adina (Ljubavni napitak), Rosina (Seviljski brijač), Nanetta (Falstaff), Lauretta (Gianni Schichi), Sofia (Il signor Bruschino), Nasta (Lizinka), Jelena (N.Š. Zrinjski), Sunčanica (Sunčanica – B. Papandopulo) te operetne uloge: Adela (Šišmiš) i Emma (Momci na brod – Zajc) te brojne manje uloge. Sudjelovala je u gotovo svim svečanim koncertima kazališta izvodeći duhovna djela Rossinija, Mozarta, Schuberta, Faurea, Verdija, Kolba i Hallera. Za svoj predani angažman od kazališta dobiva specijalno priznanje «Štefanija Lenković» 2002. godine te je za ulogu Zlatke u istoimenoj Zajčevoj operi od strane HDDU-a nominirana za najbolju naslovnu ulogu. Također je za svaki svoj nastup nagrađena izvrsnim kritikama i pohvalama publike.
Članica je ili česta gošća komornih ansambala uz koje izvodi koncertni repertoar raznih glazbenih stilova i sadržaja, s težištem na ranoj glazbi i duhovnom repertoaru. Uz supruga Roberta na klaviru izvodi solo pjesme, u «Trio da chiesa» duhovni repertoar za sopran, flautu i orgulje, u kvartetu «Vox caelestis» hrvatske autore (izdali CD «Sakralna glazba riječkih skladatelja»), uz Collegium musicum Fluminense i Riječki komorni orkestar izvodi baroknu glazbu nastupajući diljem Hrvatske. Česta je gošća Riječkog oratorijskog zbora. Surađuje s gudačkim kvartetom «Cadenza» iz Zagreba te s mađarskim lutnjistom Istvanom Konyjom s kim je 2008. nastupila na prestižnom Festivalu rane glazbe u Dubrovniku.
Nastupala je na svim značajnijim festivalima u Hrvatskoj (Zagreb, Varaždin, Dubrovnik, Pula, Lubenice, Osor, Šibenik, Zadar) te u inozemstvu (Slovenija, Austrija, Njemačka, Češka, Italija). Profesor je pjevanja na srednjoj glazbenoj školi «I. M. Ronjgov» i asistent pjevanja na područnom odsjeku Muzičke akademije u Rijeci. Stalni je vokalni pedagog mješovitog zbora Schola Cantorum Rijeka pri Zajednici Talijana. Sudjeluje u radu Glazbene agencije Haller na organizaciji koncerata i Festivala komorne glazbe u Rijeci.
U lipnju 2008. na natjecanju «Istria Nobilissima» osvojila je 2. nagradu za izvedbu Mozartovog moteta «Exultate, jubilate».

## Iz tiska
- "… ljepotom glasa, muzikalnošću, sigurnošću i ujednačenošću registara bila je idealni interpret Bachovih specifičnih i zahtjevnih vokalnih točaka, bez napora uranjajući u gusto tkivo imaginativne genijalnosti velikana.»    (B. Mrkušić "Glas Istre" 1999.)

- "I. Jambriško podjednako osvaja lijepim i uzorno školovanim sopranom koliko i nadasve prirodnom ljupkom scenskom pojavom i igrom."   (J. Martinčević "Hrvatsko slovo" 2001.)

- "Kvalitetom i studioznošću dominirao je izričaj sopranistice I. Jambriško. Ako bi koga trebalo nazvati zvjezdom večeri onda je to ona zbog konstante u jasnoći, čistoći i impostiranosti tonskih doprinosa u brojnim koloraturama i nastupima ansambla."     ( A. Čakarun "Slobodna Dalmacija" 2002.)

- "… delikatno je i profinjeno savladala naslovnu ulogu. Lirske arije proživljeno je otpjevala i cijeli nastup prožela djevojačkom ljupkšću."    (D. Schopf  "Vjesnik" 2002.)

- "Sopranistica I. Jambriško pokazala je pjevačku zrelost i vrlo pomno razrađenu interpretaciju. Njezina sigurnost, odlična tehnička sprema, kao i osmišljenost detalja unutar cjeline došli su do izražaja u svim skladbama koje je pjevala."    (L. Ruck  "Mediteran" 2002.)

- "La spiritualitá serena ed aristocratica nelle esecuzioni della Jambriško" ( P. Venucci  "La Voce del Popolo" 2002.)

- "...kao slavuj, izvrsna Jambriško kao Nannetta.".  (J. Haluza "Vijenac" 2003.)

- «Sigurna i muzikalna, Ingrid (Jambriško) Haller, svojim je lijepim sopranskim glasom svijetla timbra, očaravajućom lakoćom i elegancijom otpjevala nezamislivo teške Vivaldijeve arije.»     (B. Perić-Kempf «Novi list» 2004.)

- «Sasvim osobita bila je sopranistica Ingrid Haller.» (B. Pofuk «Jutarnji list» 2005.)

- «I. Haller bila je odlična u svom tumačenju Despine. Njena glumački snažna i pjevački uvjerljiva interpretacija isticala se ekspresivnošću i doživljenošću lika.»   (M. Bogojeva Magzan «Novi list» 2005.)

- «Najdramatičniju izvedbu donijela je Ingrid Haller kao Jelena zablistavši posebno u drugom dijelu, u prizoru ljubanvog dueta s Juranićem: njena molba nseuđenom suprugu da pogine od njegove, a ne od ruke neprijatelja, bila je potresna i bolna. Pritom nije manje važno što je Ingrid Haller pjevačica dobre tehnike i odlične akcije, tako da se njena uloga s lakoćom prati.»   (S. Hribar «Novi list» 2006.)